# Loma Maguey, Guerrero
Loma Maguey är en ort i Mexiko.   Den ligger i kommunen Tlacoapa och delstaten Guerrero, i den sydöstra delen av landet, 240 km söder om huvudstaden Mexico City. Loma Maguey ligger 2 072 meter över havet och antalet invånare är 448.
Terrängen runt Loma Maguey är bergig söderut, men norrut är den kuperad. Runt Loma Maguey är det ganska glesbefolkat, med 24 invånare per kvadratkilometer. Närmaste större samhälle är Malinaltepec, 16,7 km öster om Loma Maguey. I omgivningarna runt Loma Maguey växer huvudsakligen savannskog.